# Col de Carabès
Le col de Carabès est un col situé à une altitude de 1 261 m entre la Drôme et les Hautes-Alpes.
Il permet de relier par la route la haute vallée de la Drôme et la commune de Valdrôme à la vallée du Buëch.